# Susan Casserfelt
Susan Helena Casserfelt, född Lindh den 23 juli 1966 i Solna, är en svensk kriminalförfattare. Nominerad 2017 till Stora Ljudbokspriset i kategori spänning för boken Prästens lilla flicka. Hon har även varit verksam som journalist och fotograf. 

## Författarskap
År 2013 debuterade författaren med Prästens lilla flicka på eget förlag Bars & Tone. Debutdeckaren letade sig in på topplistor och plockades upp av ljudboksförlaget Word Audio Publishing. 
Höga Kusten-serien kretsar kring polisassistenten Kajsa Nordin, kriminalinspektör Christian Modig och konstnären Zeta. Handlingen utspelar sig till störst del runt Höga kusten och Örnsköldsvik. Den tatuerade cirkeln kom ut 2016 och kretsar kring den ovanliga sjukdomen familjär amyloidos med polyneuropati, FAP också känd som Skelleftesjukan. Del två i deckarserien låg under en längre tid etta på Storytel 2017. Den tredje deckaren i serien, I betraktarens öga kom ut som ljudbok och e-bok våren 2018. Del fyra, Tusen grader Celsius kom ut 2022. Ljudböckerna har lästs in av Katarina Ewerlöf. Böckerna är även utgivna på finska, spanska och polska och har sålt i 250 000 ex. 
År 2018 inledde Susan Casserfelt ett samarbete med skribenten Lisa Bjerre. Kriminalserien Linje 17 utspelar sig i Bagarmossen, en av Stockholms södra förorter. I serien som jämförts med tv-serien Tunna blå linjen får följa poliserna Lina Kruse och Jack Karlberg. Den första delen, Ensamt vittne, kom ut på Piratförlaget juni 2021 och handlar om trettonårige Eddie som blir vittne till en gängavrättning. 
”… en mycket dramatisk och starkt realistisk berättelse, med trovärdiga Stockholmsmiljöer. Styrkan i romanen är skildringen av huvudkaraktärerna. Språket är rakt, enkelt och lättflytande. Ensamt vittne är en av de bästa romaner jag läst om gängkriminalitet.”
Kent Lidman BTJ-häftet nr 10, 2021
Serien är sålda till de nordiska grannländer via agenten Hedlund Agency.  
”Vardagsrealistisk, aktuell och spännande, en polisroman med hög trovärdighet. 
”Ingalill Mosander, Aftonbladet
Susan och Lisa lärde känna varandra på en kurs i litterär gestaltning för Sören Bondeson. 

### BokserienLinje 17
Skriven tillsammans med Lisa Bjerre.
- Ensamt vittne. Piratförlaget 2021. ISBN 9789164206909 (Inbunden)
- Ensamt vittne. Piratförlaget 2021. ISBN 9789164234742 (Ljudbok) inläsare Cecilia Nilsson
- Eko av ett skott. Piratförlaget 2022. ISBN 9789164207920 (Inbunden)
- Eko av ett skott. Piratförlaget 2022. ISBN 9789164235091 (Ljudbok) inläsare Gunilla Leining.
- Okänd avsändare. Piratförlaget 2023. ISBN 978-91-642-0794-4 (Inbunden)
- Okänd avsändare. Piratförlaget 2023. ISBN 9789164235268 (Ljudbok) inläsare Gunilla Leining.
- Sprängdåd. Piratförlaget, 2024. ISBN 9789164207951 (Inbunden)
- Sprängdåd. Piratförlaget 2024. ISBN 9789164235534 (Ljudbok) inläsare Gunilla Leining.